# Ноубл Окелло
Ноубл Окелло (англ. Noble Okello, нар. 20 липня 2000, Торонто) — канадський футболіст, півзахисник американського клубу «Фінікс Райзінг» та національної збірної Канади. Виступав також за низку канадських і закордонних клубів.

## Клубна кар'єра
Ноубл Окелло народився 2000 року в Торонто, та є вихованцем футбольної школи місцевого клубу «Торонто». У професійному футболі Окелло дебютував 2017 року виступами за другу команду клубу «Торонто», а з 2019 року розпочав грати в основній команді клубу «Торонто». У 2020 році клуб відправив гравця в піврічну оренду до данського клубу «ГБ Кеге», після завершення якої півзахисник грав у складі «Торонто» до кінця 2022 року.
У 2023 році Ноубл Окелло перейшов до фарм-клубу команди Major League Soccer «Нью-Інгленд Революшн»,але в її складі за рік зіграв лише 12 матчів. У 2024 році футболіст перейшов до іншого клубу Major League Soccer «Атланта Юнайтед», проте грав виключного за його другу команду. З 2025 року Окелло грає в команді USL «Фінікс Райзінг».

## Виступи за збірні
У 2016 Ноубл Окелло року дебютував у складі юнацької збірної Канади, загалом на юнацькому рівні взяв участь у 3 іграх.
У 2018 року Окелло грав у складі молодіжної збірної Канади. На молодіжному рівні зіграв у 9 офіційних матчах, забив 3 голи.
У 2019 році Ноубла Окелло включили до складу національної збірної Канади для участі в розіграшу Золотого кубка КОНКАКАФ 2019 року, проте цього року в національній збірній футболіст не дебютував. Лише наступного року Окелло зіграв 2 матчі в національній збірній, після чого не викликався до лав збірної.